# Montmédy
Montmédy  es una población y comuna francesa, en la región de Lorena, departamento de Mosa, en el distrito de Verdún y cantón de Montmédy.

## Historia
Posesión del Ducado de Luxemburgo formó parte de los Países Bajos Españoles, hasta su toma por Francia el 7 de agosto de 1657, el Tratado de los Pirineos ratificó la ocupación francesa.

## Demografía
| 2455 | 2196 | 2250 | 2024 | 1943 | 2260 |
| Para los censos de 1962 a 1999 la población legal corresponde a la población sin duplicidades (Fuente: INSEE [Consultar]) |      |      |      |      |      |